# Granica (powiat nowosądecki)
Granica – osada w Polsce położona w województwie małopolskim, w powiecie nowosądeckim, w gminie Podegrodzie.
W latach 1975–1998 miejscowość administracyjnie należała do województwa nowosądeckiego.